# Port lotniczy Ouvea
Port lotniczy Ouvea (IATA: UVE, ICAO: NWWV) – port lotniczy zlokalizowany w miejscowości Ouvéa (Nowa Kaledonia).

## Linie lotnicze i połączenia
| Linia Lotnicza | Kierunek                  |
| -------------- | ------------------------- |
| Air Calédonie  | 1. Lifou 2. Numea-Magenta |